# Чажемто
Чажемто́ (рос. Чажемто) — село у складі Колпашевського району Томської області, Росія. Адміністративний центр Чажемтовського сільського поселення.

## Населення
Населення — 1966 осіб (2010; 1997 у 2002).
Національний склад (станом на 2002 рік):
- росіяни — 92 %